# カール・ニーレンドルフ
カール・ニーレンドルフ（Karl Nierendorf、1889年4月18日 - 1947年10月25日）は、ドイツの銀行家で、後に美術商となった。彼はパウル・クレー、オットー・ディックス、ワシリー・カンディンスキーといった表現主義の芸術を擁護したことと、その遺産がグッゲンハイム美術館の主要目録になったことで知られている。

## 経歴
ニーレンドルフは、1889年4月18日にレマーゲンのカトリック教徒の家庭に生まれ、ケルンで教育を受けた。第一次世界大戦前は銀行員として働いていたが、1913年にワイマール共和国の社会動乱によりそのキャリアは中断された。知人の一人である美術収集家がニーレンドルフをスイス生まれのドイツ人画家クレーに紹介し、クレーはニーレンドルフに美術商としてのキャリアを試みるよう説得した。2人はその後も親しい関係を保った。1940年6月にクレーが死去すると、ニーレンドルフは追悼と友情の印として『Paul Klee Paintings Watercolors 1913 to 1939』（ニューヨーク：オックスフォード大学出版、1941年）を出版した。
1920年、カールと弟のヨーゼフ（1898–1949）は美術業界でのキャリアを開始し、戦前に表現主義グループ「青騎士」の評判を確立する手助けをした。兄弟はモダニズムの展覧会、講演、コンサート、映画上映会を企画した。
ナチスのモダニズムへの憎悪による緊張した情勢はカール・ニーレンドルフに悪影響を及ぼし、1934年に彼は心臓発作を起こした。1936年の春、彼はアメリカで長期休暇を取り、ニューヨークとロサンゼルスに立ち寄った。ヨーゼフはベルリンのギャラリーの運営を維持するためにドイツに留まったが、1939年にギャラリーは閉鎖を余儀なくされた。政治的に開かれた環境の中で新たなチャンスを感じたカールは、ベルリンに戻らずマンハッタンに定住することを決意した。その年の後半、カールは東57丁目に新しいギャラリーをオープンした。カールの目的はドイツの実験的な芸術をアメリカの人々に紹介することだった。
1945年秋、彼のギャラリーは画期的な展覧会「第三帝国の禁じられた芸術」を開始した。この展覧会では、ナチスドイツで迫害され、ベルリン、ミュンヘン、その他の前衛芸術ギャラリーから追放された芸術家の作品が展示された。この展覧会は衝撃と興奮を呼び起こし、多くの芸術評論家が「ドイツが失ったものを、米国と世界は得た」という見解を共有した。
戦争の終結により海外の美術市場が再開され、旅行の自由が再び得られたニーレンドルフは、1946年春にヨーロッパに戻った。1947年9月、クレーの遺産から100点以上の作品と、グッゲンハイム財団の委託により一部取得したエルンスト・ルートヴィヒ・キルヒナーの所蔵品からの大量の購入品を携えてニューヨークに戻った。
ヨーロッパから帰国して間もなく、1947年10月25日、彼は心臓発作で突然亡くなった。カールは遺言を残しておらず、財団のために最近購入した作品もまだ引き渡されていなかったため、1948年初頭にニューヨーク州は、グッゲンハイムがカールの財産をすべてを購入することを法的に決定した。グッゲンハイム美術館は彼の全財産を7万2000ドルで購入したが、その中にはパウル・クレーの作品だけでも150点以上あった。一挙に、この美術館はヨーロッパ表現主義の著名な中心地となった。
芸術家の忠実なパトロンであり、聡明なビジネスマンでもあったカール・ニーレンドルフは、最初はベルリンで、後にはマンハッタンでほぼ30年間の絵画商としてのキャリアを通じて、前衛芸術の推進に精力的に取り組んだ。彼はヨーロッパの近代美術をニューヨークに移す上で重要な役割を果たした。